# الغواصة الألمانية يو-167 (1942)
غواصة يو-167  غواصة يو بوت ألمانية من الفئة التاسعة سي/40 بنيت ل سلاح بحرية ألمانيا النازية كريغسمارينه، في أحواض بناء السفن والآلات الألمانية في بريمن خلال الحرب العالمية الثانية.